# Дафина Зећири
Дафина Зећири (алб. Dafina Zeqiri; Варберг, 14. април 1989), позната само као Дафина, шведска је певачица албанског порекла.

## Детињство и младост
Рођена је 14. априла 1989. године у Варбергу. Ћерка је Албанаца са Косова и Метохије. Њене сестре су Тринга Зећири и Беса Тафари (девојачко Зећири). Дафинин отац, Небих Бајрактари, напустио је породицу када је она била мала и од тада је одсутан. Касније је одржао јавни говор тражећи од ње да му опрости, али Дафина никада није одговорила. Њена мајка је Мелихате Зећири, бивша певачица из 1980-их.

## Активизам
Заговорница је подизања свести о здравственим и менталним проблемима изван своје заједнице, укључујући дељење својих искустава са депресијом. Такође је изразила подршку ЛГБТ заједници. Године 2020. пружила је подршку покрету Black Lives Matter, у вези са ширим протестима поводом убиства Џорџа Флојда.

## Дискографија
- (2008)
- (2011)
- (2017)
- (2021)